# Thenkarai
Thenkarai là một thị xã panchayat của quận Coimbatore thuộc bang Tamil Nadu, Ấn Độ.

## Nhân khẩu
Theo điều tra dân số năm 2001 của Ấn Độ, Thenkarai có dân số 7168 người. Phái nam chiếm 50% tổng số dân và phái nữ chiếm 50%. Thenkarai có tỷ lệ 53% biết đọc biết viết, thấp hơn tỷ lệ trung bình toàn quốc là 59,5%: tỷ lệ cho phái nam là 64%, và tỷ lệ cho phái nữ là 43%. Tại Thenkarai, 9% dân số nhỏ hơn 6 tuổi.